# Нил, Кенни
Кенни Нил (англ. Kenny Neal); 14 октября 1957, Эруинвилл, Луизиана, США) — американский блюзовый гитарист и певец. Номинант премии Грэмми (2015). Лауреат Blues Music Awards в номинациях «Исполнитель современного блюза» (2017, 2019), «Альбом современного блюза» (2017), «Песня года» (2009), «Альбом акустического блюза» (2005); номинант Blues Music Awards в номинациях «Исполнитель современного блюза» (1989, 1995, 2011, 2022), «Альбом года» (2017), «Артист года» (2011), «Альбом традиционного блюза» (2023). Член Зала славы музыки Луизианы (2011). Яркий представитель луизиана-блюза.

## Биография
Родился в 1957 году в семье известного луизианского музыканта, блюзового харпера Рафула Нила, старшим из шести детей, рос в Батон-Руже. Его отец играл с Бадди Гаем, Лейзи Лестером и Слимом Харпо, и от последнего он в возрасте трёх лет получил свою первую губную гармонику. Кенни освоил губную гармошку и быстро перешел к басу, трубе, фортепиано и гитаре.  Впервые он выступил в возрасте шести лет, играя на фортепиано на одном из концертов своего отца. К 13 годам Кенни Нил уже официально играл в группе своего отца на бас-гитаре, а в 17 лет Бадди Гай пригласил играть Кенни Нила в его группе тоже на бас-гитаре. Затем, следуя совету Бадди Гая сосредоточиться на игре на гитаре, в 1983 году Кенни Нил переехал в Торонто, где вместе со своими братьями  Рафулом-младшим, Ноэлем, Ларри и Ронни организовал группу Neal Brothers Band. Позже он стал лидером канадской группы The Downchild Blues Band, а затем вернулся в Луизиану, получив предложение о контракте на выпуск альбома. 
Дебютный альбом Bio on The Bayou Кенни Нил выпустил в 1987 году, который был замечен, и в следующем году его под названием Big News From Baton Rouge!! перевыпустила Alligator Records. В 1989 году был номинирован на Blues Music Awards в категории «Исполнитель современного блюза». В 1989 году получил премию Big Bill Broonzy Blues Award в Париже. В 1991 году Кенни Нил сыграл роль в бродвейском мюзикле Mule Bone, за что был удостоен премии Театральный мир. На Alligator Records Кенни Нил выпустил пять альбомов, после чего подписал контракт с Telarc Blues Records, на которой выпустил несколько альбомов, а затем музыкант выпустил множество сольных записей на лейблах Blind Pig, True Life Entertainment, Cleopatra и Ruf Records, не говоря о записях на альбомах других музыкантов. В 2003 году стал лауреатом Slim Harpo Award в Батон-Руже, в 2007 году получил премию Junior Wells Harmonica Award в Мемфисе. Альбом Bloodline 2016 года претендовал на Грэмми в номинации «Лучшая запись современного блюза», с этим же альбомом Кенни Нил стал лауреатом премии Blues Music Awards в категориях «Исполнитель современного блюза» и «Альбом современного блюза». В частности про альбом писали: «Этот альбом сочетает в себе блюзовый свинг и быстрый южный ритм-энд-блюз в послании о любви к жизни и друзьям, восхваляемом приветствии традиционного блюза, которое трудно не заметить, когда Нил стонет с вибрато на своей губной гармошке»
Chicago Tribune написала о Кенни Ниле: «Один из немногих по-настоящему изобретательных блюзовых исполнителей… пронзительная, зажигательная гитара».
«Его фирменный стиль блюза, представляющий собой сочетание болотного блюза Луизианы, фанковых ритмов и глубокого вокала, усиленный его резкой игрой на гитаре и — на его сольных альбомах, — гармоникой, ставит его в авангард современных блюзменов» .

## Дискография

### Студийные альбомы
- 1987: Bio on The Bayou (King Snake Records)
- 1988: Big News From Baton Rouge!! (Alligator Records)
- 1989: Devil Child (Alligator Records)
- 1991: Walking On Fire (Alligator Records)
- 1992: Bayou Blood (Alligator Records)
- 1994: Hoodoo Moon (Alligator Records)
- 1998: Blues Fallin' Down Like Rain (Telarc Blues)
- 2000: What You Got (Telarc Blues)
- 2001: One Step Closer (Telarc Blues)
- 2002: Easy Meeting (Isabel Records) c Билли Бранчем
- 2004: Live (Booga Music)
- 2005: A Tribute To Slim Harpo & Raful Neal (True Life Entertainment)
- 2008: Let Life Flow (Blind Pig Records)
- 2010: Hooked On Your Love (Blind Pig Records)
- 2011: Kenny Neal & his Mississippi Saxaphone (Booga Music)
- 2015: I'll Be Home For Christmas (Cleopatra Blues)
- 2016: Bloodline (Cleopatra Blues)
- 2022: Straight From The Heart (Ruf Records)
- 2023: Live At The 2023 New Orleans Jazz & Heritage Festival (MunckMusic)